# Saad Hariri
Pour les articles homonymes, voir Hariri.
Saad Hariri (arabe : سعد الدين رفيق الحريري), né le 18 avril 1970 à Riyad (Arabie saoudite), est un homme d'affaires et homme d'État libanais. Possédant également les nationalités saoudienne et française, il est le président du Conseil des ministres du Liban du 16 septembre 2009 au 12 janvier 2011, et une seconde fois du 18 décembre 2016 au 21 janvier 2020.
Le 4 novembre 2017, depuis Riyad en Arabie saoudite, il annonce qu'il démissionne, provoquant une crise diplomatique. Revenu au Liban, il annule sa décision, supposée contrainte, le 5 décembre suivant. Confirmé dans ses fonctions à la suite des élections législatives libanaises de 2018 et ce, malgré la déroute de son parti, il démissionne une nouvelle fois le 29 octobre 2019 en raison des manifestations dans le pays depuis deux semaines.
Il annonce se retirer de la vie politique en janvier 2022 avant d'annoncer son retour en février 2025 en vue des élections législatives de 2026.

## Biographie

### Jeunesse, famille et vie privée
Il est le fils de l'homme d'affaires et ancien Premier ministre Rafiq Hariri, mort assassiné le 14 février 2005 à Beyrouth, et le neveu de Bahia Hariri, qui fut ministre.
Il possède aussi les nationalités saoudienne et française, et s'appuie sur un important réseau de connaissances mondiales créé par son père pour défendre ses intérêts sur la scène mondiale.
De 2011 à 2014, Saad Hariri réside en France.
Il est marié, et père de trois enfants. Le 30 septembre 2019, le New York Times rapporte que Saad Hariri aurait offert des cadeaux pour une valeur totale de 16 millions de dollars à une jeune mannequin sud-africaine, nommée Candice Van der Merwe, qu'il aurait rencontrée aux Seychelles. Van der Merwe affirme avoir eu une relation avec Hariri entre 2013 et 2015,.
Son fils Hossam est, en 2017, étudiant au Royaume-Uni.

### Carrière économique
Il est titulaire d'une maîtrise en administration des affaires (MBA) de la McDonough School of Business de l'Université de Georgetown. En 2015-2016 l'entreprise Saudi Oger (fondée par son père et dont il a pris les commandes) est affectée par de sévères difficultés financières, qui ont notamment pour conséquences de provoquer de fréquentes suspensions du salaire des employés, en particulier pour ceux originaires d'Asie de l'Est. Cette situation entraîne également des répercussions sur le Courant du futur et autres ramifications de l'empire Hariri au Liban.
En France, en 2017, près de 260 anciens employés de l'entreprise Saudi Oger, menacent de saisir la justice pour obtenir le versement de leurs salaires. L'entreprise est également soupçonnée « d’abus de confiance par rétention de précomptes » pour ne pas avoir versé les cotisations sociales prélevées aux employés aux organismes français concernés. En juin 2017, Saudi Oger est en situation de faillite. Elle licencie la quasi-totalité de son personnel, sans indemnité et avec de nombreux arriérés de salaires,. Elle ferme ses portes le 31 juillet 2017.
Influent dans les médias, il est propriétaire de la chaîne de télévision Future TV et du quotidien Al-Moustaqbal[réf. nécessaire].

### Carrière politique et présidences du conseil des ministres
En avril 2005, à la suite de l'assassinat de son père, Saad Hariri décide avec l'accord de sa famille de se lancer en politique au côté de sa tante Bahia (députée de Saida) et continuer le chemin de son père.
Avant l'assassinat de son père, de 1994 à 2005 il dirigeait la société fondée par son père, Saudi Oger, qui emploie 35 000 personnes et est implantée en Arabie saoudite.
Il est à présent à la tête du parti politique Courant du Futur et chef de la majorité au parlement libanais.
Il s'est allié à Samir Geagea et Walid Joumblatt au sein de l'Alliance du 14-Mars, mouvement qui a remporté les élections législatives en 2005.

#### Premier gouvernement (2009-2011)

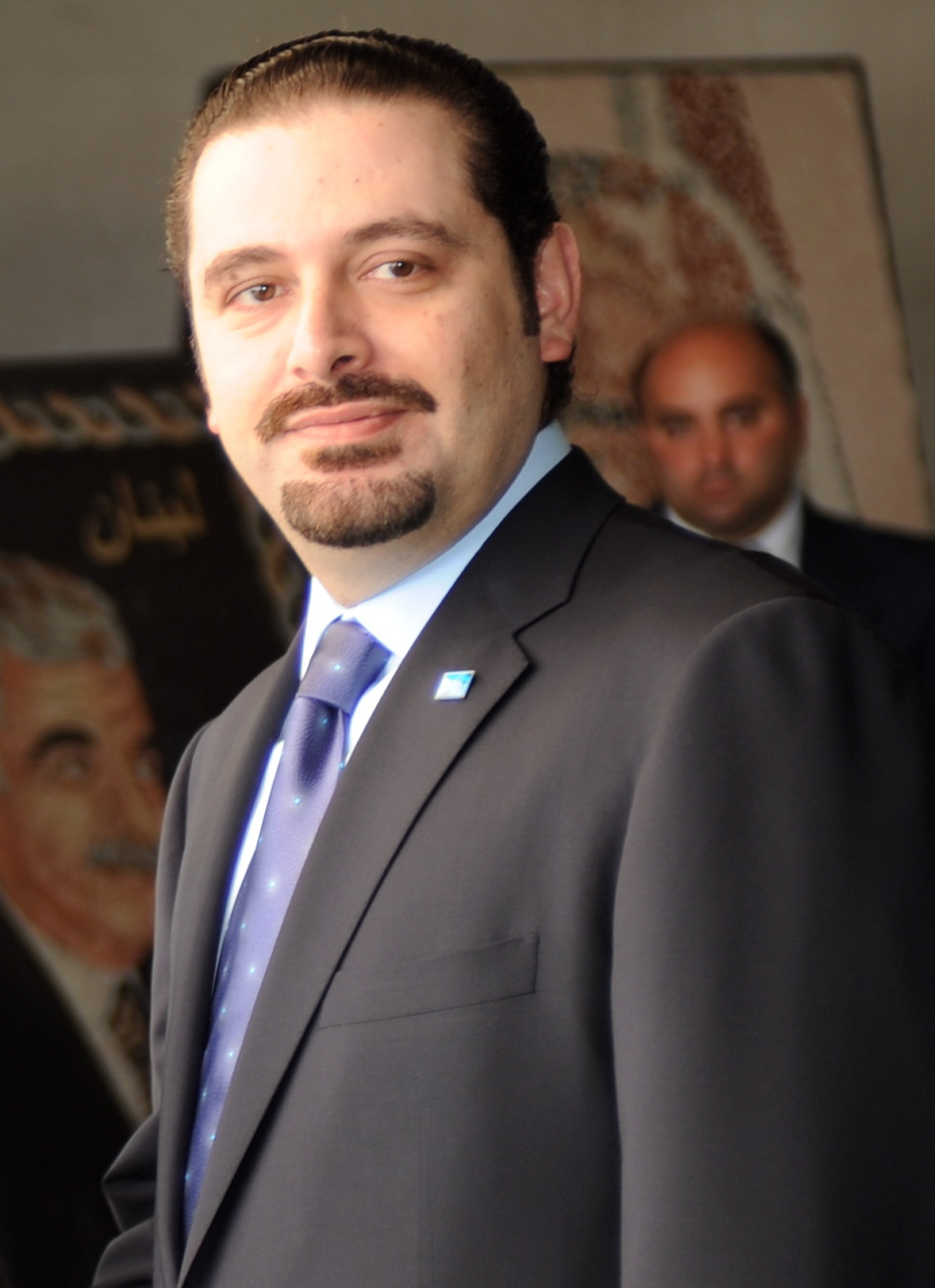
Saad Hariri en 2009.

Le 27 juin 2009, il est désigné président du Conseil par décret présidentiel après qu'une majorité de 86 députés ait émargé en sa faveur au Parlement libanais, mais il abandonne le 10 septembre, faute de majorité pour former son gouvernement. Le 16 septembre, le Parlement revote la confiance à Hariri, le président Sleiman le charge à nouveau de former un gouvernement d'union nationale.
Ce gouvernement sera démissionnaire le 12 janvier 2011, à la suite de la démission de 11 ministres, soit le tiers plus un du nombre total des ministres de son gouvernement ; il assure le traitement des affaires courantes jusqu'à la nomination de son successeur, Najib Mikati.
Ses détracteurs lui reprochent d’être entièrement inféodé à l'Arabie saoudite, dont il approuve chacune des décisions, y compris lorsqu’il s'agit de sanctions contre le Liban.

#### Deuxième gouvernement (2016-2019)

##### Tractations
En janvier 2014, il envisage d'être candidat à la présidence du Conseil des ministres du Liban.
Après un accord qui a permis l'élection à la présidence de la République — vacante depuis plus de deux ans — de Michel Aoun (pourtant son ennemi politique historique depuis la deuxième partie des années 2000, allié au Hezbollah chiite lié à l'Iran, alors que Saad Hariri, représentant du camp sunnite, est soutenu par les Saoudiens ; la rivalité vient également du fait que Michel Aoun avait, après la révolution du Cèdre, dénoncé le système féodal et l'argent qui pervertissait la vie politique libanaise, ce que Saad Hariri avait pris pour lui), il est cependant chargé par celui-ci de former un nouveau gouvernement le 3 novembre 2016. Cette volte-face est liée au fait que Saad Hariri est de plus en plus contesté au sein de son propre camp, que l'Arabie saoudite ne le soutient plus autant que par le passé et que son entreprise rencontre des difficultés financières, l'amenant donc au compromis.

##### Entrée en fonction
Il entre en fonction le 18 décembre 2016 et obtient la confiance de la Chambre des députés le 28 du même mois par une majorité de 87 voix sur les 127 élus en fonction.

##### Démission controversée en novembre 2017 en Arabie saoudite
Le 4 novembre 2017 lors d'un discours diffusé depuis Riyad en Arabie saoudite sur la chaîne de télévision al-Arabiya, Saad Hariri annonce sa démission de la présidence du Conseil des ministres, dénonçant la mainmise de l'Iran sur le Liban et sur la région et son alliance avec le mouvement chiite Hezbollah et évoque la crainte d'être assassiné. Cependant, selon Le Monde, « le contexte très inhabituel de l'annonce, faite à l’extérieur du Liban, et le traditionnel poids de l'Arabie saoudite dans les affaires du Mustakbal (Futur), le mouvement de M. Hariri, suggèrent que ce dernier, en poste depuis décembre 2016, s’est fait dicter sa décision par ses hôtes. Aux yeux des observateurs, le chef de file du camp sunnite libanais fait les frais de la volonté de Riyad de hausser le ton contre l’Iran et le Hezbollah, le mouvement chiite pro-Téhéran, avec lequel M. Hariri avait conclu un accord de gouvernement. » De même, pour Karim Emile Bitar, chercheur à l'Institut de relations internationales et stratégiques, cette démission serait due à des pressions de l'Arabie saoudite : « Les leaders libanais n'ont pas la moindre souveraineté, les décisions sont prises à Téhéran ou à Riyad. ». Le 12 novembre 2017, le président libanais Michel Aoun dénonce « les circonstances obscures » de la démission de Hariri et accuse l'Arabie saoudite de détenir le président du Conseil des ministres libanais.
Le 9 novembre 2017, face à la présence prolongée de Hariri à Riyad, le gouvernement libanais, soupçonnant l'Arabie saoudite de le mettre en résidence surveillée par le biais de Saoud al-Qahtani, demande son retour au pays. Le 16 novembre 2017, après l'intervention conjointe de la France et des États-Unis (Emmanuel Macron ayant rencontré le prince héritier saoudien pendant trois heures), Saad Hariri vient s'installer en France avec sa famille, où il est reçu en tant que président du Conseil des ministres.

##### Annulation de sa démission et retour au Liban
Le 21 novembre 2017, il quitte la France pour retourner au Liban. Le lendemain, il annonce qu'après un entretien avec Michel Aoun, qu'il suspendait sa démission.
Le 5 décembre 2017, après avoir convoqué la réunion du Conseil des ministres au palais présidentiel de Baabda, Saad Hariri confirme être toujours le président du Conseil des ministres du Liban, mettant ainsi fin à la crise politique.
Selon The New York Times, Saad Hariri, aurait été convié en Arabie saoudite pour un camping avec le prince héritier, mais à son arrivée, il se serait fait confisquer son téléphone portable, ses effets personnels, et annoncé sa démission avec un costume qui ne lui appartenait pas, vu qu'il était venu en habits de vacances. Le but de l'Arabie saoudite aurait été de le remplacer par son frère Bahaa, partisan d'une ligne dure au sujet du Hezbollah et de l'Iran, et le royaume espérait après cette démission un soulèvement anti-Hezbollah, voire la formation de milices anti-Hezbollah.
En 2018, il attire l'attention médiatique en publiant des selfies de lui avec les différentes personnalités qu'il rencontre, comme Emmanuel Macron et le prince héritier d'Arabie saoudite, Mohammed ben Salmane Al Saoud, ou le roi du Maroc, Mohammed VI,, mais aussi avec des citoyens.
Il décide en décembre 2018 de déposer une plainte contre Israël aux Nations unies après une violation de l'espace aérien libanais par l’aviation israélienne qui a failli provoquer une « catastrophe [...] deux avions civils remplis de passagers ayant failli être touchés ».

#### Troisième gouvernement (2019-2020)

##### Tractations
Son parti, le Courant du futur, subit une importante défaite électorale à l'occasion des élections législatives de mai 2018, les premières à se tenir depuis celles de 2009 et accuse alors une perte importante de sièges à la Chambre des députés.
Le 31 janvier 2019, après huit mois de tractations, il forme un nouveau gouvernement de coalition.
Dans un contexte de crise économique (croissance du PIB de 0,2 % en 2019, dette publique évaluée à 150 % du PIB, taux de chômage élevé, etc), il annonce en avril des mesures d'austérité « sans précédent » : gel des recrutements dans la fonction publique, suspension des départs à la retraite anticipés, baisse des aides scolaires aux enfants des fonctionnaires, taxe mensuelle de 1,5 % sur la pension des retraités de l'armée, hausse de la TVA, etc.

##### Manifestations et démission
À partir du 17 octobre 2019, il fait face à des manifestations anticorruption, nées du rejet d'une taxe sur les appels effectués depuis des applications de messagerie instantanée (finalement abandonnée). Les protestataires appellent au départ de la classe politique actuelle. En réaction, Hariri donne trois jours à ses ministres pour soutenir ses réformes. Les manifestations continuent à grossir et rassemblent au 20 octobre des dizaines de milliers de personnes.
Le 21 octobre, il tente d'apaiser le mouvement de protestation en promettant la tenue d'élections législatives anticipées et annonce, fait inédit, que les banques du pays contribueront à la réduction du déficit budgétaire. La gauche libanaise reste néanmoins très critique à son égard, lui reprochant de maintenir son projet de privatisation totale ou partielle de la compagnie d’aviation nationale, des télécoms, du port de Beyrouth ou du Casino du Liban, tout en n'évoquant aucune perspective de redistribution sociale.
Le 29 octobre 2019, il donne sa démission ainsi que celle du gouvernement au président.
Le 26 novembre, quelques jours après le renoncement de l'ancien ministre des Finances Mohammad Safadi à briguer sa succession sous la pression de la rue, il annonce qu'il ne dirigera pas le prochain gouvernement. Des nouvelles élections à laquelle il ne doit pas prendre part sont donc prévues. Elles seront reportées au 16 décembre à la suite du retrait, début décembre, de la candidature de l'homme d'affaires Samir Katib. Le nom de Saad Hariri ressurgit alors comme potentiel candidat à sa succession. Après avoir demandé un report des élections du 16 au 19 décembre, le 18 décembre, Saad Hariri informe dans un communiqué qu'il n'est pas candidat à sa réélection. Hassan Diab est finalement chargé de former un gouvernement qui entre en fonction le 21 janvier 2020.

#### Cinquième désignation avortée en 2020-2021 et retrait de la vie politique
Il annonce en octobre 2020 être « clairement candidat » à la formation d’un nouveau gouvernement. Saad Hariri a de nouveau été désigné président du Conseil des ministres, le 22 octobre 2020, après les consultations parlementaires contraignantes menées par le chef de l'État, Michel Aoun. En conflit avec le président Aoun concernant la répartition des postes ministériels, il renonce finalement à former un gouvernement le 15 juillet 2021, soit près de neuf mois après sa désignation.
Il semble avoir été espionné par le logiciel israélien Pegasus pour le compte de l'Arabie saoudite et des Émirats arabes unis.
Il annonce son retrait de la vie politique le 24 janvier 2022.
Suite au 20e anniversaire de la commémoration du décès de son père, il annonce le retour de son parti dans la vie politique en vue des élections législatives de 2026.

## Distinctions
- 2007 :  Chevalier de la Légion d'honneur par le président de la République française Jacques Chirac au cours d'une cérémonie privée[54].
- 2017 :  Commandeur de la Légion d'honneur par le président de la République française François Hollande[55].